# Parlamentswahlen in Niger 1999
Die Parlamentswahlen in Niger 1999 fanden am 24. November 1999 statt. Gewählt wurden die 83 Abgeordneten der Nationalversammlung Nigers.

## Hintergrund
Staatspräsident Ibrahim Baré Maïnassara kam 1996 durch einen Militärputsch an die Macht. Die meisten großen Parteien boykottierten die darauffolgenden Parlamentswahlen von 1996, bei denen die Präsidentenpartei Nationale Union der Unabhängigen für die demokratische Erneuerung (UNIRD) die absolute Mehrheit gewann. Baré Maïnassara starb am 9. April 1999 bei einem Militärputsch, bei dem sein Regime der Vierten Republik gestürzt wurde. Die Verfassung der Fünften Republik wurde beim Verfassungsreferendum am 18. Juli 1999 angenommen. Für Oktober und November desselben Jahres wurde Präsidentschafts- und Parlamentswahlen angesetzt. Bei den Präsidentschaftswahlen am 17. Oktober 1999 erreichte keiner der Kandidaten eine absolute Mehrheit. Der Erstplatzierte Mamadou Tandja von der Nationalen Bewegung der Entwicklungsgesellschaft (MNSD-Nassara) und der Zweitplatzierte Mahamadou Issoufou von der Nigrischen Partei für Demokratie und Sozialismus (PNDS-Tarraya) stellten sich einer Stichwahl, die auf denselben Tag wie die Parlamentswahlen gelegt wurden: den 24. November 1999. Um die 83 Sitze in der Nationalversammlung bewarben sich mehr als 700 Personen und 19 Parteien.

## Ergebnisse
- MNSD-Nassara: 38
- CDS-Rahama: 17
- PNDS-Tarayya: 16
- RDP-Jama’a: 8
- ANDP-Zaman Lahiya: 4

Für die Wahlen waren 4.587.684 Wähler registriert. Der Wahltag wurde von über 1000 Wahlbeobachtern überwacht. Darunter waren rund 200 ausländische Wahlbeobachter. Den Vorsitz der unabhängigen nationalen Wahlkommission hatte Issaka Souna inne.
| Partei                                                               | Sitze |
| -------------------------------------------------------------------- | ----- |
| Nationale Bewegung der Entwicklungsgesellschaft (MNSD-Nassara)       | 38    |
| Demokratische und soziale Versammlung (CDS-Rahama)                   | 17    |
| Nigrische Partei für Demokratie und Sozialismus (PNDS-Tarayya)       | 16    |
| Bündnis für Demokratie und Fortschritt (RDP-Jama’a)                  | 8     |
| Nigrische Allianz für Demokratie und Fortschritt (ANDP-Zaman Lahiya) | 4     |
| Gesamt                                                               | 83    |

Die einzige Frau unter den 83 gewählten Abgeordneten war Aïssata Mounkaïla (MNSD-Nassara).

## Folgen
Bei den Präsidentschaftswahlen gewann Mamadou Tandja, dessen MNSD-Nassara auch bei den Parlamentswahlen die meisten Stimmen erhielt. Am 26. Dezember 1999 wurde der frühere Staatspräsident Mahamane Ousmane (CDS-Rahama) zum Präsidenten der Nationalversammlung gewählt. Am 5. Januar 2000 ernannte Staatspräsident Tandja die erste Regierung der Fünften Republik mit Hama Amadou (MNSD-Nassara) als Premierminister. Der Regierung gehörten Mitglieder des MNSD-Nassara und der CDS-Rahama an, außerdem Mitglieder von nicht im Parlament vertretenen Parteien, wie dem PUND-Salama und der UDFP-Sawaba, sowie parteiunabhängige Experten.